# Sleepaway Camp IV: The Survivor
『Sleepaway Camp IV: The Survivor』（スリープアウェイ・キャンプ・フォー　ザ・サバイバー）は、『サマーキャンプ・インフェルノ』シリーズの第四作目にあたる、アメリカのホラー映画。日本未公開。

## 概要
本作は1992年に製作が開始された。しかし、製作会社であるDouble Helix Filmsの倒産により、わずか34分のストック・フッテージを残し、製作が中断されることとなる。それから20年後の2012年に、『サマーキャンプ・インフェルノ』『レディ・ジェイソン 地獄のキャンプ』『Sleepaway Camp III: Teenage Wasteland』の前三作品の一部シーンと本作のフッテージを再編集したものがファイナル・カット版としてDVDリリースされた。

## ストーリー
アンジェラ・ベイカーの殺人から生き残った被害者で記憶喪失のアリソン、医師からアンジェラについて語られる。一方、レンジャーとハンターが逃亡したアンジェラを捜索していた…。

## キャスト
- キャリー・チャンバース
- ヴィクター・カンポス
- ジョン・ロディコ

## スタッフ
- 監督：ジム・マルコビチ
- 脚本：トミー・クロヘシー
- 原案：ロバート・ヒルツィック
- 製作：クリシュナ・シャー